# Distrito de Cojata
Cojata es un distrito de la provincia de Huancané en el departamento peruano de Puno. En el año 2007 tenía una población de 4354 habitantes y una densidad poblacional de 4,9 personas por km². Abarca un área total de 881,18 km².
Desde el punto de vista jerárquico de la Iglesia católica forma parte de la Prelatura de Juli en la arquidiócesis de Arequipa.

## Historia
Conocida como Villa de las Nieves, Cojata fue creado el 1 de octubre de 1857, durante los primeros años de la República.
Actualmente denominado: "Capital de la biodiversidad de Alpacas de Color" [cita requerida]; asimismo Históricamente el ING JULIO APAZA LOPEZ; un hijo COJATEÑO ocupa el cargo de Gerente Municipal del distrito de COJATA el 2 de octubre de 2019, con Formación Académica; como Ing. Economista de la UNA - PUNO.

## Geografía
Cojata se encuentra ubicado en las coordenadas 15°5′59″S 69°31′34″O / -15.09972, -69.52611. Según el INEI, Cojata tiene una superficie total de 881,18 km². Este distrito se encuentra situado en el este de la provincia de Huancané, en la zona norte del departamento de Puno y en la parte sur del territorio peruano. Su capital Cojata se halla a una altitud de 4364 m s. n. m..
| Noroeste: distrito de Quilcapuncu                         | Norte: distrito de Ananea   | Noreste: Bolivia |
| Oeste: distrito de Inchupalla                             |                             | Este: Bolivia    |
| Suroeste distrito de Vilque Chico y distrito de Rosaspata | Sur: distrito de Huayrapata | Sureste: Bolivia |

### Hidrografía
Cojata se caracteriza por tener pequeños y efímeros riachuelos o lagunillas que depende de las lluvias, también en algunos lugares vale destacar la presencia de ojos de agua o manantiales provenientes desde el subsuelo, que abastecen de agua durante los meses de mayo a octubre, caso la parcialidad de Mallcunuta, Comunidad de Quenajani, Comunidad de Tumapirhua, entre otros. Pero sin embargo la única fuente de vida de mayor importancia es el río Suches, de régimen irregular, vale decir que en épocas de lluvias su caudal aumenta y en las épocas secas disminuye enormemente. El río Suches nace de laguna del mismo nombre y durante su recorrido en la dirección de norte a sur, abre su paso a diferentes comunidades campesinas o parcialidades, incluso se considera como una frontera natural entre Perú y Bolivia, finalmente este río desemboca en el lago Titicaca.

## Demografía
Según el censo peruano de 2007, había 4354 personas residiendo en Vilavila. La densidad de población era 4,9 hab./km².

## Autoridades

### Municipales
- 2022 - 2025[3]
  - Alcalde: Mauricio Chuquimallco Quito, del Movimiento de (El Chullo).
  - Regidores:

  1. Alberto Tito Chura (Movimiento de Integración por el Desarrollo Regional (Falta Cambiar))
  2. Alberto Vargas Ccapa (Movimiento de Integración por el Desarrollo Regional (Falta Cambiar))
  3. Gerardo Mamani Chura (Movimiento de Integración por el Desarrollo Regional (Falta Cambiar))
  4. Reyna Moya Urbina (Movimiento de Integración por el Desarrollo Regional (Falta Cambiar))
  5. Donato Mayta Pinto (Gestionando Obras y Oportunidades con Liderazgo (Falta Cambiar)

## Atractivos turísticos
En Cojata se pueden hallar los restos arqueológicos de Mallcunuta y el cerro Kalacumo.

### Festividades
- Mayo: Festividad de la santísima Cruz, denominado como la fiesta de mayo (Día Central 3 de mayo - Tarde Taurina 5 de mayo )

## Actividades económicas
En Cojata se desarrolla principalmente la actividad de la Crianza de Alpacas, siendo pioneros en la calidad de finura de fibra a nivel nacional e internacional, caracterizado por la crianza de alpacas de colores en su mayoría, habiéndose encontrado reportes de hasta 24 tonalidades de colores.
en la actualidad los pobladores dedicados a la crianza de alpacas vienen trabajando para mejorar la calidad de fibra, a nivel Distrital se cuenta con una organización pionera en la crianza de Alpacas el cual es la Ganadería WAWA PACOCHA que cuenta con una población significativa de camélidos sudamericanos domésticos a la vez considerado como un Centro de Producción de Alpacas y transformación de Fibra, generando valor agregado y un mayor movimiento económico del producto ALPACA.